# Christian Berner (generalkonsul)

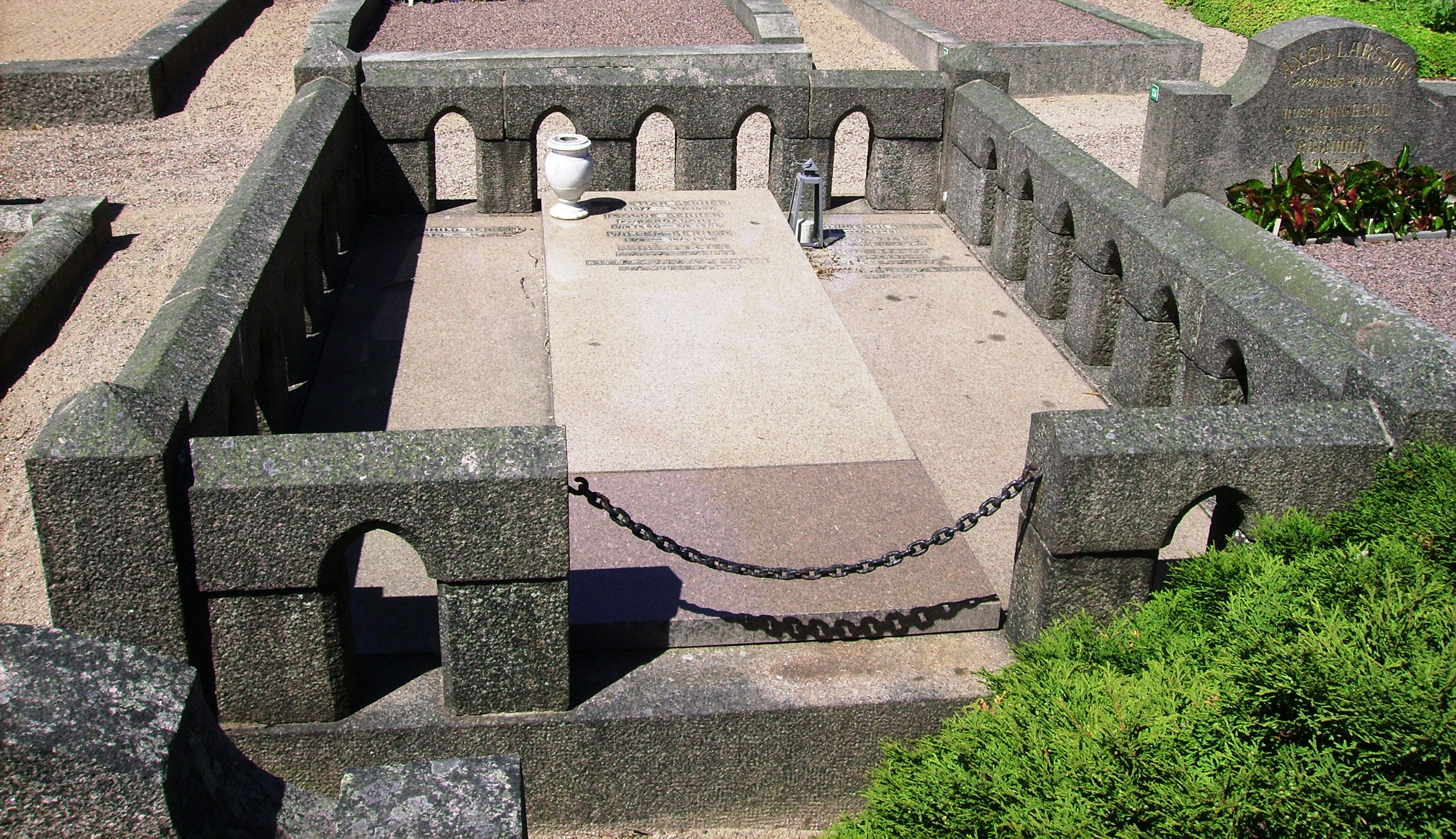
Gravvård på Östra kyrkogården i Göteborg

Christian Berner, född 19 januari 1877 i Ålesund, Norge, död 28 januari 1967 i Björketorp, Härryda, var en svensk grosshandlare och generalkonsul.
Han var son till häradshövding Fridthjof Berner och Josepha Schive, och var sedan 1906 gift med Isolde Margadant, dotter till musikdirektören Willem Margadant och Therese Modell. 
Berner genomgick Kristiania handelsgymnasium 1895. År 1897 startade han en grosshandelsfirma i Göteborg, som fick avdelningskontor i Stockholm, Malmö, Oslo, Helsingfors och Köpenhamn. 1946 ombildades firman till Christian Berner AB, där han satt som ordförande för styrelsen fram till 1961. 
År 1920 inköpte han fastigheten Wilhelmsberg i Örgryte.
Han var generalkonsul för Tjeckoslovakien 1935-1939 och 1945-1951. Berner var även ordförande för Den Norske Foreningen Dovre 1923-1948, Svensk-tjeckoslovakiska sällskapet 1935-1951. 
Han är begravd på Östra kyrkogården, Göteborg.

### Fotnoter
1. ↑  Sveriges dödbok 1901-2009. Utg. av Sveriges släktforskarförbund 2010
2. ↑  ”Berner, Christian”. svenskagravar.se. http://www.svenskagravar.se/gravsatt/66578031.